# WTA Tour Championships 2010
Het eindejaarstoernooi WTA Tour Championships van 2010 werd gespeeld van dinsdag 26 tot en met zondag 31 oktober 2010. Het tennistoernooi vond plaats in de Qatarese hoofdstad Doha. Het was de 40e editie van het toernooi. Er werd gespeeld op hardcourt-buitenbanen.
Enkelspel – De acht hoogst gerangschikte speelsters van de WTA-ranglijst waren automatisch gekwalificeerd voor het toernooi. Alle deelneemsters werden onderverdeeld in twee groepen voor groepswedstrijden. De twee besten uit elke groep gingen door naar de halve finale. Titelhoudster Serena Williams (WTA-3) en de winnares van 2008, Venus Williams (WTA-5), moesten verstek laten gaan voor het toernooi als gevolg van een blessure. Zij werden vervangen door Jelena Dementjeva (WTA-9) en Viktoryja Azarenka (WTA-10). De als derde geplaatste Belgische Kim Clijsters won het toernooi. In de groepsfase plaatste zij zich na zeges tegen Jelena Janković en Viktoryja Azarenka. Haar derde groepswedstrijd, tegen Vera Zvonarjova, was er een met weinig inzet aangezien beide speelsters zich al geplaatst hadden voor de halve finale. Zvonarjova won de wedstrijd tegen Clijsters in twee sets. In de halve finale versloeg Clijsters de als vijfde geplaatste Australische Samantha Stosur in twee sets. De finale werd een spannende strijd tegen het nummer één van de wereld, Caroline Wozniacki. Clijsters had drie sets nodig om het toernooi op haar naam te zetten.
Dubbelspel – In het dubbelspel maakten de vier beste dubbelspelteams van het afgelopen jaar onder elkaar uit wie de titel won. Venus en Serena Williams waren gekwalificeerd, als derde team op de wereldranglijst, maar als gevolg van hun blessures werden zij vervangen door Vania King en Jaroslava Sjvedova, het vijfde team op de WTA-ranglijst. Het als eerste geplaatste duo Gisela Dulko / Flavia Pennetta won het toernooi nadat zij in de finale het als tweede geplaatste koppel Květa Peschke en Katarina Srebotnik in twee sets versloegen.

## Enkelspel

### Geplaatste speelsters
| Nr. | Speelster           | Rang | Resultaat    |
| --- | ------------------- | ---- | ------------ |
| 1.  | Caroline Wozniacki  | 1    | finale       |
| 2.  | Vera Zvonarjova     | 2    | halve finale |
| 3.  | Kim Clijsters       | 4    | winnares     |
| 4.  | Francesca Schiavone | 6    | eerste ronde |
| 5.  | Samantha Stosur     | 7    | halve finale |
| 6.  | Jelena Janković     | 8    | eerste ronde |
| 7.  | Jelena Dementjeva   | 9    | eerste ronde |
| 8.  | Viktoryja Azarenka  | 10   | eerste ronde |

### Prijzengeld en WTA-punten
| Resultaat              | Prijzengeld      | WTA-punten |
| ---------------------- | ---------------- | ---------- |
| winnares               | R1 + $ 1.150.000 | R1 + 810   |
| finale                 | R1 + $ 380.000   | R1 + 360   |
| halve finale           | R1               | R1         |
| eerste ronde (3 zeges) | $ 400.000        | 690        |
| eerste ronde (2 zeges) | $ 300.000        | 530        |
| eerste ronde (1 zege)  | $ 200.000        | 370        |
| eerste ronde (0 zeges) | $ 100.000        | 210        |

- R1 = de opbrengst van de eerste ronde (groepswedstrijden).
- Een foutloos parcours levert de winnares $ 1.550.000 en 1500 punten op.

### Halve finale en finale
|  | Halve finale | Halve finale       | Halve finale  | Halve finale | Halve finale |   |                    | Finale | Finale | Finale | Finale | Finale |
|  |              |                    |               |              |              |   |                    |        |        |        |        |        |
|  | 1            | Caroline Wozniacki | 7             | 6            |              |   |                    |        |        |        |        |        |
|  | 2            | Vera Zvonarjova    | 5             | 0            |              |   |                    |        |        |        |        |        |
|  | 2            | Vera Zvonarjova    | 5             | 0            |              | 1 | Caroline Wozniacki | 3      | 7      | 3      |        |        |
|  |              |                    |               |              |              | 1 | Caroline Wozniacki | 3      | 7      | 3      |        |        |
|  |              | 3                  | Kim Clijsters | 6            | 5            | 6 |                    |        |        |        |        |        |
|  | 3            | 3                  | Kim Clijsters | 6            | 5            | 6 | Kim Clijsters      | 7      | 6      |        |        |        |
|  | 3            |                    |               |              |              |   | Kim Clijsters      | 7      | 6      |        |        |        |
|  | 5            | Samantha Stosur    | 63            | 1            |              |   |                    |        |        |        |        |        |

| Legenda | Legenda                  |
| ------- | ------------------------ |
| Q       | Qualifier                |
| WC      | Deelname via wildcard    |
| LL      | Lucky Loser              |
| r       | Opgave / trok zich terug |
| w/o     | Walk-over                |
| Alt     | Alternate                |
| SE      | Special Exempt           |
| PR      | Protected Ranking        |
| d       | Diskwalificatie          |

### Groepswedstrijden

#### Bordeaux groep

##### Resultaten
| Wedstrijd               | Wedstrijd | Wedstrijd               | Score            |
| Caroline Wozniacki (1)  | –         | Jelena Dementjeva (7)   | 6-1, 6-1         |
| Samantha Stosur (5)     | –         | Francesca Schiavone (4) | 6-4, 6-4         |
| Samantha Stosur (5)     | –         | Caroline Wozniacki (1)  | 6-4, 6-3         |
| Jelena Dementjeva (7)   | –         | Samantha Stosur (5)     | 4-6, 6-4, 7-6(4) |
| Caroline Wozniacki (1)  | –         | Francesca Schiavone (4) | 3-6, 6-1, 6-1    |
| Francesca Schiavone (4) | –         | Jelena Dementjeva (7)   | 6-4, 6-2         |

##### Klassement
| Nr. | Speelster               | Partijen w-v | Sets w-v | Games w-v |
| 1.  | Samantha Stosur (5)     | 2-1          | 5-2      | 40-32     |
| 2.  | Caroline Wozniacki (1)  | 2-1          | 4-3      | 34-22     |
| 3.  | Francesca Schiavone (4) | 1-2          | 3-4      | 28-33     |
| 4.  | Jelena Dementjeva (7)   | 1-2          | 2-5      | 25-40     |

#### Witte groep

##### Resultaten
| Wedstrijd              | Wedstrijd | Wedstrijd              | Score         |
| Vera Zvonarjova (2)    | –         | Jelena Janković (6)    | 6-3, 6-0      |
| Vera Zvonarjova (2)    | –         | Viktoryja Azarenka (8) | 7-6(4), 6-4   |
| Kim Clijsters (3)      | –         | Jelena Janković (6)    | 6-2, 6-3      |
| Kim Clijsters (3)      | –         | Viktoryja Azarenka (8) | 6-4, 5-7, 6-1 |
| Vera Zvonarjova (2)    | –         | Kim Clijsters (3)      | 6-4, 7-5      |
| Viktoryja Azarenka (8) | –         | Jelena Janković (6)    | 6-4, 6-1      |

##### Klassement
| Nr. | Speelster              | Partijen w-v | Sets w-v | Games w-v |
| 1.  | Vera Zvonarjova (2)    | 3-0          | 6-0      | 38-22     |
| 2.  | Kim Clijsters (3)      | 2-1          | 4-3      | 38-30     |
| 3.  | Viktoryja Azarenka (8) | 1-2          | 3-4      | 34-35     |
| 4.  | Jelena Janković (6)    | 0-3          | 0-6      | 13-36     |

## Dubbelspel

### Geplaatste teams
| Nr. | Team                             | Rang | Resultaat    | Uitgeschakeld door               |
| --- | -------------------------------- | ---- | ------------ | -------------------------------- |
| 1.  | Gisela Dulko Flavia Pennetta     | 1    | winnaressen  | winnaressen                      |
| 2.  | Květa Peschke Katarina Srebotnik | 2    | finale       | Gisela Dulko Flavia Pennetta     |
| 3.  | Lisa Raymond Rennae Stubbs       | 4    | halve finale | Květa Peschke Katarina Srebotnik |
| 4.  | Vania King Jaroslava Sjvedova    | 5    | halve finale | Gisela Dulko Flavia Pennetta     |

### Prijzengeld en WTA-punten
| Resultaat    | Prijzengeld (per team) | WTA- punten |
| ------------ | ---------------------- | ----------- |
| winnaressen  | $ 375.000              | 1500        |
| finale       | $ 187.500              | 1050        |
| halve finale | $ 93.750               | 690         |

### Toernooischema
|  | Halve finale | Halve finale                     | Halve finale                     | Halve finale | Halve finale |                            |                              | Finale | Finale | Finale | Finale | Finale |
|  |              |                                  |                                  |              |              |                            |                              |        |        |        |        |        |
|  | 1            | Gisela Dulko Flavia Pennetta     | 6                                | 6            |              |                            |                              |        |        |        |        |        |
|  | 4            | Vania King Jaroslava Sjvedova    | 4                                | 4            |              |                            |                              |        |        |        |        |        |
|  | 4            | Vania King Jaroslava Sjvedova    | 4                                | 4            |              | 1                          | Gisela Dulko Flavia Pennetta | 7      | 6      |        |        |        |
|  |              |                                  |                                  |              |              | 1                          | Gisela Dulko Flavia Pennetta | 7      | 6      |        |        |        |
|  |              | 2                                | Květa Peschke Katarina Srebotnik | 5            | 4            |                            |                              |        |        |        |        |        |
|  | 3            | 2                                | Květa Peschke Katarina Srebotnik | 5            | 4            | Lisa Raymond Rennae Stubbs | 6                            | 3      |        |        |        |        |
|  | 3            |                                  |                                  |              |              | Lisa Raymond Rennae Stubbs | 6                            | 3      |        |        |        |        |
|  | 2            | Květa Peschke Katarina Srebotnik | 7                                | 6            |              |                            |                              |        |        |        |        |        |

| Legenda | Legenda                  |
| ------- | ------------------------ |
| Q       | Qualifier                |
| WC      | Deelname via wildcard    |
| LL      | Lucky Loser              |
| r       | Opgave / trok zich terug |
| w/o     | Walk-over                |
| Alt     | Alternate                |
| SE      | Special Exempt           |
| PR      | Protected Ranking        |
| d       | Diskwalificatie          |